# Arcebispo
Um arcebispo (em grego: αρχεπίσκοπος; archepiskopos: "arche" - "primeiro" + "episkopos" - "supervisor") é um bispo que pode ser católico (originalmente) ou protestante que, normalmente, está à frente de uma arquidiocese. Foi uma criação administrativa da Cúria Romana para atender aos anseios das populações e dioceses mais afastadas de Roma. Pode ser classificado em:
- Arcebispo metropolitano: é o arcebispo da arquidiocese sede de uma província eclesiástica, a qual é formada por várias dioceses. Tem todos os poderes do bispo em sua própria arquidiocese e poderes de supervisão e jurisdição limitada sobre as demais dioceses (chamadas sufragâneas). O pálio, conferido pelo papa, é o símbolo da sua qualidade de metropolita. Somente os arcebispos metropolitas e o decano do Colégio Cardinalício o podem receber.
  - Alguns líderes (eleitos pelos seus respectivos sínodos e depois confirmados pelo papa) de algumas Igrejas católicas orientais sui juris são também arcebispos metropolitas. Eles governam uma Igreja autónoma demasiado pequena para ser elevado aos títulos de patriarca ou de arcebispo maior.
- Arcebispo maior: é um título especial concedido actualmente apenas aos líderes (eleitos pelos seus respectivos sínodos e depois confirmados pelo papa) de quatro Igrejas católicas orientais sui juris (Igreja Greco-Católica Ucraniana, Igreja Católica Siro-Malabar, Igreja Católica Siro-Malancar e Igreja Greco-Católica Romena unida com Roma). Elas, não conseguindo satisfazer determinadas condições, não foram elevados ao grau de patriarcado. Por esta razão, um arcebispo maior é honorificamente inferior a um patriarca, mas superior a um arcebispo primaz.
- Arcebispo titular: é aquele que tem o título de uma arquidiocese que existia no passado, mas agora só existe como título. Não tem jurisdição ordinária sobre uma arquidiocese. Estão nesta situação, por exemplo, os arcebispos na Cúria Romana, os núncios papais ou os delegados apostólicos.
- Arcebispo ad personam: é um título honorífico pessoal com o qual se distingue alguns bispos. Não tem jurisdição ordinária sobre uma arquidiocese.
- Arcebispo primaz: é o título honorífico dado a arcebispos das circunscrições eclesiásticas mais antigas ou representativas de alguns países ou regiões. São-no, normalmente os bispos das dioceses cuja notícia histórica é a mais remota. Em Portugal, por exemplo, é o arcebispo de Braga; no Brasil, o arcebispo de Salvador; em Espanha, o arcebispo de Toledo; e, em Itália, o bispo de Roma.
- Arcebispo coadjutor: é o bispo auxiliar do arcebispo governante, que goza do direito de sucessão e ao qual já foi concedido o título de arcebispo (caso não tenha sido concedido é apenas bispo coadjutor).
- Arcebispo emérito: é o arcebispo que renuncia ao governo de uma arquidiocese, em geral, ao completar 75 anos de idade.

Os arcebispos que não se inserem em nenhuma destas categorias são simplesmente denominados por arcebispos.
Os arcebispos apõem ao respectivo brasão de armas a cruz arquiepiscopal (cruz dupla) e o capelo verde de 20 borlas. No caso de serem Metropolitas, usam também o pálio no brasão.

## Heráldica eclesiástica
| Brasão | Hierarquia                 | Ornamentos Exteriores |
|        | Patriarca de Lisboa        | Por privilégio papal, concedido por Clemente XII, o Patriarca de Lisboa orna o seu brasão de armas com a Tríplice Tiara e, no lugar das Chaves Pontifícias, com a cruz arquiepiscopal e o báculo decussados.                             |
|        | Patriarca                  | Os Patriarcas (que não são Cardeais) usam no seu brasão o galero verde de 30 borlas bordadas a ouro e a cruz arquiepiscopal. Caso sejam Metropolitas usam também o pálio no brasão.                                                      |
|        | Primaz                     | Os Primazes (que não são Cardeais) usam no brasão o galero verde de 30 borlas e a cruz arquiepiscopal. Caso sejam Metropolitas usam também o pálio no brasão.                                                                            |
|        | ' Arcebispo Metropolitano' | Os Arcebispos Metropolitanos, isto é os prelados que chefiam uma Arquidiocese Metropolitana, usam no brasão o galero verde de 20 borlas, a cruz arquiepiscopal e o pálio.                                                                |
|        | Arcebispo                  | Os Arcebispos (Diocesanos não Metropolitas ou Titulares) usam no brasão o galero verde de 20 borlas e a cruz arquiepiscopal. |
|        | Arcebispo ad Personam      | Os Arcebispos ad Personam, isto é os prelados a quem foi concedido o título pessoal de Arcebispo mas que chefiam uma Diocese ou são Arcebispos Coadjutores ou Auxiliares, usam no brasão o galero verde de 20 borlas e a cruz episcopal. |